# Jackovasaurus
Jackovasaurus is aflevering 36 (vijfde aflevering van het derde seizoen) van Comedy Centrals animatieserie South Park. De aflevering werd in de VS voor het eerst uitgezonden op 16 juni 1999.

## Verhaal
Wanneer de jongens kamperen bij Stark's Pond, horen ze iets in het bos. Ze vragen Jimbo en Ned met hen mee te gaan en ontdekken een vreemd schepsel met het uiterlijk van een mensachtige eend. Er wordt een dorpsbijeenkomst belegd en met hulp van het ministerie van Binnenlandse Zaken (The Department of the Interior in de VS) wordt het schepsel geïdentificeerd als een 'Jackovasaurus' (uitgesproken als: jack-off-a-saurus), die met uitsterven bedreigd blijken. Binnenlandse Zaken wil het schepsel gebruiken om de soort te repopuleren, en de dorpelingen noemen haar daarom 'Hope', alhoewel ze eigenlijk 'Jun-Jun' heet.
Dan bezoekt een andere Jackovasaurus, genaamd 'Jackov', Cartman en vraagt hem te helpen zijn vrouw Jun-Jun te vinden. Cartman brengt hem naar de schuur waar Hope wordt vastgehouden, maar de dorpelingen betrappen hen. Nu er twee schepsels zijn, besluit men hen een huis te geven, in de hoop dat ze zich vermenigvuldigen. Dit lukt in eerste instantie niet, maar na tussenkomst van dr. Alphonse Mephisto en zijn kunstmatige inseminatie blijkt Hope zwanger. Ze bevalt van minstens 15 Jackovasauriërs.
Ondertussen ontpoppen de Jackovasauriërs zich tot uiterst luidruchtige en irritante wezens, die het openbare leven in South Park danig verstoren. Alleen Cartman vindt de wezens vermakelijk. De vertegenwoordigers van Binnenlandse Zaken kunnen het niet meer aanzien en vertrekken, nadat ze Cartman een 'officiële Binnenlandse Zaken persoon' hebben gemaakt en hem zo verantwoordelijkheid en autoriteit geven.
De dorpelingen komen met een plan om de schepsels naar Frankrijk te sturen. Ze organiseren een spelshow, met als prijs een reis naar Frankrijk met 50 naaste verwanten, die alleen gewonnen kan worden door Jackov, maar vanwege de stupiditeit van het schepsel wint Officer Barbrady. Toch worden de Jackovasauriërs op het vliegtuig naar Frankrijk gezet. Cartman, die tijdens de spelshow wordt afgeleid door de jongens, kan dit niet voorkomen.
De Jackovasauriërs komen aan in Frankrijk, en terwijl ze op zoek zijn naar de 'piramiden' valt Jackov op zijn kenmerkende wijze. Gelukkig kunnen de Fransen de slapstick wel waarderen.

## Culturele verwijzingen
- De Jackovasuriër is gebaseerd op het karakter Jar Jar Binks uit Star Wars: Episode I: The Phantom Menace, die een maand eerder was uitgekomen. Het personage uit de ergernis van de makers omtrent het stupide karakter van Jar Jar in de nieuwe film.[2]
- Jimbo en Ned en Cartman kijken naar een aflevering van een homeshoppingprogramma.
- De Fransen merken aan het eind op dat Jackov hen doet denken aan Jerry Lewis.
- De mannelijke wezen noemen ze ook wel Jackoff. Wat verwijst naar jerk off, oftewel aftrekken.

## Kenny's dood
Kenny wordt gegrepen door een beer, wanneer hij zich als hert heeft verkleed om Cartman af te leiden.